# Austwick
Austwick is een civil parish in het bestuurlijke gebied Craven, in het Engelse graafschap North Yorkshire met 463 inwoners.